# Italia ai Giochi della IV Olimpiade
L'Italia partecipò ai Giochi della IV Olimpiade svoltisi a Londra dal 27 aprile al 31 ottobre 1908, con una delegazione ufficiale di 68 atleti, tutti uomini.

## Medaglie

### Medagliere
| Sport            | Oro | Argento | Bronzo | Totale |
| ---------------- | --- | ------- | ------ | ------ |
| Ginnastica       | 1   | 0       | 0      | 1      |
| Lotta            | 1   | 0       | 0      | 1      |
| Atletica leggera | 0   | 1       | 0      | 1      |
| Scherma          | 0   | 1       | 0      | 1      |
| Totale           | 2   | 2       | 0      | 4      |

### Medaglie
| Medaglia | Nome                                                                                          | Sport            | Evento                      |
| -------- | --------------------------------------------------------------------------------------------- | ---------------- | --------------------------- |
| Oro      | Alberto Braglia                                                                               | Ginnastica       | Concorso individuale        |
| Oro      | Enrico Porro                                                                                  | Lotta            | Greco Romana - pesi leggeri |
| Argento  | Emilio Lunghi                                                                                 | Atletica leggera | 800 metri                   |
| Argento  | Riccardo Nowak Alessandro Pirzio Biroli Abelardo Olivier Marcello Bertinetti Sante Ceccherini | Scherma          | Sciabola a squadre          |

## Risultati

### Atletica
| Evento                              | Atleta             | Risultato               | Prestazione | Note             |
| ----------------------------------- | ------------------ | ----------------------- | ----------- | ---------------- |
| 100 metri piani                     | Gaspare Torretta   | elimin. in batteria     | 12"0        |                  |
| 100 metri piani                     | Umberto Barozzi    | elimin. in batteria     | 24"1        |                  |
| 200 metri piani                     | Umberto Barozzi    | elimin. in batteria     | -           |                  |
| 200 metri piani                     | Emilio Brambilla   | elimin. in batteria     | -           |                  |
| 400 metri piani                     | Roberto Penna      | elimin. in batteria     | 52"4        |                  |
| 400 metri piani                     | Massimo Cartasegna | elimin. in batteria     | 52"7        |                  |
| 400 metri piani                     | Giuseppe Segna     | elimin. in batteria     | -           |                  |
| 800 metri piani                     | Emilio Lunghi      | Argento                 | 1'54"2      | Record nazionale |
| 1500 metri piani                    | Emilio Lunghi      | elimin. in batteria     | 4'03"8      |                  |
| 1500 metri piani                    | Massimo Cartasegna | elimin. in batteria     | DNF         |                  |
| 5 miglia                            | Pericle Pagliani   | elimin. in batteria     | 26'56"4     |                  |
| Maratona                            | Dorando Pietri     | squalificato            | 2h54'46"4   | [ 1 ]            |
| Maratona                            | Umberto Blasi      | ritirato                | DNF         |                  |
| 3200 metri siepi                    | Massimo Cartasegna | elimin. in batteria     | 26'56"4     |                  |
| 3 miglia a squadre                  | Pericle Pagliani   | elim. in batteria       | 15'22"6     | [ 2 ]            |
| 3 miglia a squadre                  | Massimo Cartasegna | elim. in batteria       | 16'26"6     | [ 3 ]            |
| 3 miglia a squadre                  | Emilio Giovanoli   | elim. in batteria       | -           |                  |
| 3 miglia a squadre                  | Dorando Pietri     | elim. in batteria       | -           |                  |
| 3 miglia a squadre                  | Emilio Lunghi      | elim. in batteria       | -           |                  |
| Lancio del disco                    | Umberto Avattaneo  | classificato dopo l'11º | -           |                  |
| Lancio del disco stile greco        | Umberto Avattaneo  | 10º                     | 29,15 m     |                  |
| Lancio del giavellotto stile libero | Emilio Brambilla   | classificato dopo il 9º | -           |                  |